# دی‌ان‌دیون
دی‌ان‌دیون (به انگلیسی: Dienedione) با فرمول شیمیایی C۱۸H۲۲O۲ یک ترکیب شیمیایی با شناسه پاب‌کم ۳۴۵۷۸۷۹ است. که جرم مولی آن ۲۷۰٫۳۷۱۴۸ g/mol می‌باشد. 